# جوناثان جوستين
جوناثان جوستين (بالإنجليزية: Jonathan Justin)‏ (27 فبراير 1991 بكوالالمبور في ماليزيا - ) هو لاعب كرة قدم ماليزي في مركز الهجوم. شارك مع منتخب موريشيوس لكرة القدم. أما مع النوادي، فقد لعب مع نادي أميين ونادي روديز وÉtoile FC ‏ وBalma SC ‏.

## وصلات خارجية
- جوناثان جوستين على موقع قاعدة بيانات كرة القدم.إي يو (الإنجليزية)